# Rajd Barbórka 2014
52 Rajd Barbórka – 52. edycja Rajdu Barbórki. Był to rajd samochodowy rozgrywany od 5 do 6 grudnia 2014 roku. Bazą rajdu była miejscowość Warszawa.

## Zwycięzcy odcinków specjalnych
| Dzień     | Numer odcinka | Nazwa odcinka   | Długość | Zwycięzca odcinka                                              | Nr Sam. | Samochód                         | Czas    | Lider rajdu                         |
| --------- | ------------- | --------------- | ------- | -------------------------------------------------------------- | ------- | -------------------------------- | ------- | ----------------------------------- |
| 6 grudnia | OS1           | Tor Służewiec   | 3,68 km | Kajetan Kajetanowicz Jarosław Baran                            | 1       | Ford Fiesta R5                   | 3:04.27 | Kajetan Kajetanowicz Jarosław Baran |
| 6 grudnia | OS2           | STW Center      | 2,90 km | Kajetan Kajetanowicz Jarosław Baran                            | 1       | Ford Fiesta R5                   | 2:58.04 | Kajetan Kajetanowicz Jarosław Baran |
| 6 grudnia | OS3           | Autodrom Bemowo | 2,30 km | Kajetan Kajetanowicz Jarosław Baran                            | 1       | Ford Fiesta R5                   | 2:24.23 | Kajetan Kajetanowicz Jarosław Baran |
| 6 grudnia | OS4           | Tor Służewiec   | 3,68 km | Kajetan Kajetanowicz Jarosław Baran                            | 1       | Ford Fiesta R5                   | 3:01.37 | Kajetan Kajetanowicz Jarosław Baran |
| 6 grudnia | OS5           | STW Center      | 2,90 km | Filip Nivette Artur Natkaniec Grzegorz Grzyb Daniel Siatkowski | 20 4    | Ford Fiesta R5 Škoda Fabia S2000 | 3:01.90 | Kajetan Kajetanowicz Jarosław Baran |
| 6 grudnia | OS6           | Autodrom Bemowo | 2,30 km | Kajetan Kajetanowicz Jarosław Baran                            | 1       | Ford Fiesta R5                   | 2:26.51 | Kajetan Kajetanowicz Jarosław Baran |

## Wyniki rajdu[3][4]
| Miejsce | Kierowca             | Pilot                 | Samochód                 | Czas     | Strata | Grupa Klasa |
| ------- | -------------------- | --------------------- | ------------------------ | -------- | ------ | ----------- |
| 1       | Kajetan Kajetanowicz | Jarosław Baran        | Ford Fiesta R5           | 16.56,89 | -      | 3           |
| 2       | Grzegorz Grzyb       | Daniel Siatkowski     | Škoda Fabia S2000        | 17:12,74 | +15,85 | 3           |
| 3       | Tomasz Kuchar        | Daniel Dymurski       | Subaru Impreza WRX STI   | 17:14,81 | +17,92 | 3           |
| 4       | Dominykas Butvilas   | Kamil Heller          | Subaru Impreza WRX STI   | 17:27,65 | +30,76 | 3           |
| 5       | Filip Nivette        | Artur Natkaniec       | Ford Fiesta R5           | 17:31,40 | +34,51 | 3           |
| 6       | Kamil Butruk         | Bartosz Dzienis       | Mitsubishi Lancer EVO IX | 17:32,23 | +35.34 | 3           |
| 7       | Maciej Rzeźnik       | Przemysław Mazur      | Ford Fiesta R5           | 17:32,96 | +36,07 | 3           |
| 8       | Wojciech Chuchała    | Sebastian Rozwadowski | Subaru Impreza S22       | 17:37,07 | +40,18 | 3           |
| 9       | Jan Chmielewski      | Jacek Nowaczewski     | Ford Fiesta R5           | 17:37,64 | +40,75 | 3           |
| 10      | Maciej Oleksowicz    | Michał Kuśnierz       | Ford Fiesta R5 +         | 17:40,74 | +43,85 | 3           |

## Kryterium Asów na Karowej[5]
Odcinek specjalny na ulicy Karowej w Warszawie to zawsze ostatnia próba Rajdu Barbórki, która nie jest zaliczana do klasyfikacji generalnej.
| Miejsce | Kierowca             | Pilot              | Samochód                 | Czas     | Strata | Grupa Klasa |
| ------- | -------------------- | ------------------ | ------------------------ | -------- | ------ | ----------- |
| 1       | Tomasz Kuchar        | Daniel Dymurski    | Subaru Impreza WRX STI   | 02:18,39 | -      | 3           |
| 2       | Kajetan Kajetanowicz | Jarosław Baran     | Ford Fiesta R5           | 02:18,77 | +0,38  | 3           |
| 3       | Dominykas Butvilas   | Kamil Heller       | Subaru Impreza WRX STI   | 02:21,27 | +2,88  | 3           |
| 4       | Michał Ratajczyk     | Jędrzej Szcześniak | Mitsubishi Lancer EVO IX | 02:22,83 | +4,65  | 3           |
| 5       | Mariusz Stec         | Zbigniew Gruszka   | Ford Fiesta Proto        | 02:23,04 | +4,65  | 3           |
| 6       | Tomasz Kasperczyk    | Damian Syty        | Ford Fiesta R5           | 02:24,28 | +5,89  | 3           |
| 7       | Tomasz Czopik        | Marcin Gerlach     | Mitsubishi Lancer EVO X  | 02:25,51 | +7,12  | 3           |
| 8       | Grzegorz Grzyb       | Daniel Siatkowski  | Škoda Fabia S2000        | 02:26,63 | +8,24  | 3           |
| 9       | Kamil Butruk         | Bartosz Dzienis    | Mitsubishi Lancer EVO IX | 02:28,23 | +9,84  | 3           |
| 10      | Maciej Oleksowicz    | Michał Kuśnierz    | Ford Fiesta R5 +         | 02:30,08 | +11,69 | 3           |